# Raab (Austria)
Raab è un comune austriaco di 2 303 abitanti nel distretto di Schärding, in Alta Austria; ha lo status di comune mercato (Marktgemeinde).